# FLY HIGH (surfaceの曲)
『FLY HIGH』（フライ・ハイ）は、2005年11月23日にソニー・ミュージックレコーズよりリリースされたsurfaceの18枚目のシングル。

## 解説
前作『Re:START』から2か月連続リリースとなるシングルである。表題曲の「FLY HIGH」は、テレビ東京系テレビアニメ『CLUSTER EDGE』のオープニングテーマに起用されていた。
初回仕様特典として、描き下ろしの『CLUSTER EDGE』ワイドラベルステッカーと、オリジナルカード（2種類のうちランダムで1種）が封入されていた。

## 収録曲
1. FLY HIGH
作詞:椎名慶治、作曲:椎名慶治・永谷喬夫、編曲:永谷喬夫・椎名慶治
2. -モノクロカプセル-
作詞:椎名慶治、作曲:永谷喬夫、編曲:永谷喬夫・椎名慶治
3. シンプルシンボル
作詞:椎名慶治、作曲:椎名慶治・永谷喬夫、編曲:永谷喬夫・椎名慶治
4. FLY HIGH -TV Edit-